# Svensk strävan
Svensk strävan är en essä av den svenske författaren Vilhelm Moberg. Svensk strävan utgavs 1941 av Försvarsstabens bildningsdetalj, som en del av det svenska totalförsvarets kommunikation inför hotet om en nazitysk ockupation.